# Triumph Spitfire
El Triumph Spitfire es un pequeño coche deportivo inglés de dos asientos, presentado en el Salón de Londres en 1962. El vehículo se basa en un diseño elaborado para Standard-Triumph en 1957 por el diseñador italiano Giovanni Michelotti. La plataforma para el coche se basaba principalmente en el chasis, el motor y tren de rodaje de la berlina Triumph Herald, y fue fabricado en la Standard-Triumph en Canley, Coventry. Como era típico de los coches de esta época, la carrocería se montaba sobre un chasis estructural separado. Pero en el Spitfire, diseñado como un coche descapotable deportivo desde el principio, el chasis se vio reforzado dotándolo con rigidez adicional al estar soldado y fijado por doce tornillos a componentes estructurales de la carrocería. El Spitfire disponía de un techo de lona manual para protección contra las inclemencias del tiempo, cuyo diseño se mejoró con un techo plegable en modelos posteriores. Los techos hardtop de fábrica también estaban disponibles.

## Modelos
Se vendieron cinco modelos del Spitfire durante su periodo de producción:
| Nombre de modelo            | Motor                        | Año                                   | Cantidad fabricada |
| --------------------------- | ---------------------------- | ------------------------------------- | ------------------ |
| Triumph Spitfire 4 (Mark 1) | 1147 cc 4 cilindros en línea | Octubre de 1962 - diciembre de 1964   | 45.753             |
| Triumph Spitfire 4 Mark 2   | 1147 cc 4 cilindros en línea | Diciembre de 1964 - enero de 1967     | 37.409             |
| Triumph Spitfire Mark 3     | 1296 cc 4 cilindros en línea | Enero de 1967- diciembre de 1970      | 65.320             |
| Triumph Spitfire Mark IV    | 1296 cc 4 cilindros en línea | Noviembre de 1970 - diciembre de 1974 | 70.021             |
| Triumph Spitfire 1500       | 1493 cc 4 cilindros en línea | Diciembre de 1974 - agosto de 1980    | 95.829             |

## Origen
El Triumph Spitfire fue ideado originalmente por  Standard -Triumph para competir en el mercado de los pequeños automóviles deportivos que se había abierto con la introducción del Austin-Healey Sprite. El Sprite había utilizado el tren de transmisión básica del Austin A30/35  para crear un coche deportivo con un ligero chasis de bajo presupuesto. La idea de Triumph fue utilizar la mecánica de su pequeño sedán, el Herald, para sentar las bases del nuevo proyecto. Triumph tenía una ventaja, mientras que el Austin A30 era de construcción monocasco, el Herald se construyó con un chasis separado. La intención de Triumph era acortar la batalla algo más de 21 centímetros, rebajar la altura del vehículo al poner los asientos a los lados de la parte central del chasis en lugar de encima, y revestirlo de una carrocería deportiva, ahorrando costes de desarrollo de una nueva unidad chasis/carrocería.
Para el nuevo proyecto, se contó con el diseñador italiano Michelotti, que ya había concebido el Herald. Comenzó con una carrocería tradicional, de diseño afilado, equipada con ventanas sin marco que se bajaban por completo (en contraste con el Sprite/MG Midget, que todavía tenía ventanillas laterales deslizantes, también llamadas «Side-Curtains» por entonces), así como un frontal de una sola pieza formando un capó integral, que al inclinarse hacia delante ofrecía un acceso sin igual al motor. En los albores de la década de 1960, sin embargo, Standard-Triumph atravesaba serios problemas financieros, y no pudo poner el nuevo coche en producción. No sería hasta que la compañía fue adquirida por la  Leyland, cuando se dispuso de los fondos de la organización que permitieron el lanzamiento del coche. Empleados de Leyland, al hacer un balance de su nueva adquisición, encontraron el prototipo de Michelotti escondido bajo unas sábanas y cubierto de polvo en un rincón de la fábrica y rápidamente lo aprobaron para su producción.

## Spitfire 4 o Mark I (1962-1964)
La producción en serie del automóvil había cambiado poco desde el prototipo, aunque el parachoques trasero de ancho completo se abandonó en favor de los dos parciales curvados alrededor de cada esquina. La mecánica era básicamente la del Herald, añadiendo frenos de disco delanteros. El motor de 4 cilindros y 1147 cc (1,1 l) disponía de una culata OHV y 2 válvulas por cilindro, ligeramente potenciado para el Spitfire, alimentado por dos carburadores SU. También proveniente del Herald llegó la dirección de piñón y cremallera, la suspensión delantera de doble horquilla, y en la parte trasera había un eje oscilante independiente con una única ballesta transversal. Esto terminó siendo la parte más polémica del coche: el efecto conocido como "tuck in", debido a que si se le presionaba demasiado tomando una curva producía variaciones de la caída de las ruedas (una exagerada inclinación de las ruedas traseras hacia dentro en la parte inferior) que causaba un violento sobreviraje, incluso en el Herald. La carrocería fue atornillada a un chasis Herald muy modificado, eliminado los largueros laterales del chasis (debajo de los vanos de las puertas y los asientos) dejando las vigas centrales, para poder rebajar la altura del coche. Teniendo que añadir refuerzos estructurales exteriores y en los bajos en la carrocería para compensar la rigidez perdida, quedaba poco del diseño original del chasis.
El Spitfire fue un pequeño coche deportivo barato, y como tal, tenía un equipamiento muy básico, incluyendo alfombras de goma y un gran volante de plástico. Estos primeros coches fueron nombrados a la vez como «Triumph Spitfire Mark I» y «Spitfire 4», que no debe confundirse con el posterior Spitfire Mark IV.
En la especificación del Reino Unido, incorporaba un motor de 4 cilindros con 63 CV (47 kW) a 5750 rpm y 91 N·m (67 libras pie) de par motor a 3500 rpm. Esto le proporcionaba una velocidad máxima de 148 km/h (92 mph) y una aceleración de 0 a 97 km/h (60 mph) en 17,3 segundos. El consumo medio de combustible era de 31 mpg (7,588 l/100km).
Para 1964 se añadió una opción de overdrive a la caja de cambios manual de 4 velocidades para obtener una velocidad de crucero más relajada. También estaban disponibles llantas de radios y un techo duro.

## Spitfire Mark II (1965-1967)
En marzo de 1965 se puso en marcha la producción del Spitfire Mark II. Era muy similar al Mark I, pero ofrecía un motor con árbol de levas de diseño revisado, un colector de admisión calentado por agua y colector de escape tubular, lo que aumentaba la potencia a 67 CV (50 kW) a 6000 rpm. El resorte en espiral del embrague del Mark I fue reemplazado por un embrague de muelle de diafragma Borg y Beck. El acabado exterior se modificó con una nueva parrilla e insignias. El acabado interior se mejoró con asientos rediseñados y cubriendo la mayor parte de las superficies expuestas con un paño de goma. Los pavimentos de caucho moldeado originales fueron reemplazados por alfombras moldeadas.
Con un precio base de 550 libras, era comparable con las 505 del Sprite y las 515 del Midget. La velocidad máxima declarada era de 154 km/h (96 mph) y su aceleración de 0-97 km/h de 15,5 segundos fue considerada "viva" y la fábrica afirmó que a velocidades en autopista 110 km/h (70 mph) el automóvil consumía 7,41 litros a los 100 km (38,1 mpg imperial; 31,7 mpg-Estados Unidos).

## Spitfire Mark III (1967-1970)
El Mark III, presentado en marzo de 1967, fue el primer lavado de cara importante para el Spitfire. El parachoques delantero se elevó en respuesta a las nuevas normas de seguridad, y aunque gran parte de la forma del capó fue mantenida, la parte delantera se veía muy diferente. La parte trasera perdió los overriders del parachoques, pero ganó las luces de marcha atrás de serie (inicialmente como dos luces separadas a cada lado de la placa de matrícula, finalmente como una sola luz en una nueva unidad por encima de la placa de matrícula); el interior se mejoró de nuevo con un cuadro de madera para los instrumentos. Para la mayoría de la gama Mark III, el cuadro de instrumentos aún estaba montado en el centro (como en el Mark I y Mark II), con el fin de reducir la variedad de componentes (y por tanto los costes de producción) entre las versiones con volante a la izquierda y a la derecha.
El motor de 1147 cc fue reemplazado con una unidad de 1296 cc (aumentando el diámetro del cilindro de 69,3 mm (2,73 pulgadas) a 73,7 mm (2,90") y con una carrera de 76 mm (3,0 in)), como el montado sobre las nuevas berlinas Triumph Herald 13/60 y Triumph 1300. Con dos carburadores SU, el motor rendía 75 CV (56 kW) y 102 N·m (75 libras•pie) de par motor a 4000 rpm, e hizo del Mark III un coche relativamente rápido para los estándares de la época. Entre las opciones disponibles siguió incluyendo llantas de radios, un techo duro y un overdrive Laycock de Normanville mucho más rebajado y económico para altas velocidades de crucero. El Mark III fue el Spitfire más rápido, logrando acelerar de 0 a 97 km/h(60 mph) en 14,5 segundos y alcanzar una velocidad máxima de 153 km/h (95 mph). El consumo medio de combustible se mejoró ligeramente en 33 mpg. El Mark III en realidad continuó su producción en 1971, mucho después de que el Mark IV fuera presentado.
El 8 de febrero de 1968, el director general de Standard-Triumph, George Turnbull, sacó personalmente el Triumph Spitfire número 100.000 del final de la línea de producción en Canley.  Más del 75 % de la producción total se había exportado fuera del Reino Unido, incluyendo un 45 % a los EE. UU. y un 25 % a los mercados del continente europeo.
A partir de 1969, sin embargo, los modelos destinados a Estados Unidos tuvieron que modificarse para cumplir con las nuevas regulaciones de seguridad y emisiones. Los modelos producidos después de 1969 se denominan a veces Spitfire «federal». Los cambios dieron lugar a una ligera disminución en la potencia (68 CV) debido al control de las emisiones, el panel de instrumentos se trasladó frente al conductor y los nuevos asientos tuvieron reposacabezas integrados para evitar el latigazo cervical. También el tablero de madera fue reemplazado con un acabado negro mate.

## Spitfire Mark IV (1970-1974)
El Mark IV trajo los cambios más amplios en el Spitfire. Contaba con un extremo posterior completamente rediseñado, dándole un fuerte parecido con los modelos Triumph Stag y Triumph 2000, diseñados también por Michelotti. La parte delantera se hizo más limpia, con un nuevo capó eliminando las líneas de soldadura en la parte superior de las aletas de los modelos más antiguos, y a las puertas se les dio manetas ahuecadas y las ventanillas laterales ya no eran redondeadas en la esquina superior trasera. El interior se mejoró mucho: se incluyó un panel de control de un ancho más adecuado, poniendo los instrumentos delante del conductor en lugar de en la consola central. Inicialmente de plástico negro, sería reemplazado con madera en 1973.
El motor seguía cubicando con 1296 cc, pero en 1973 fue modificado con cojinetes de biela más grandes. Para cumplir con las nuevas leyes de emisiones, el resultado fue un coche un poco más suave que el Mark III. La potencia máxima se redujo a 63 CV (47 kW) a 6000 rpm, y el par máximo era de  94 N·m (69 libras pie) a 3500 rpm. Con el peso total también aumentado a 779 kg (1717 libras), el rendimiento se redujo, alcanzado de 0 a 97 km/h (60 mph) en 16,2 segundos y la velocidad máxima se vio reducida a 140 km/h (90 mph). La economía general de combustible también cayó a 32 mpg. Ganó una caja de cambios sincronizada en su tren inferior.
Un nuevo techo duro también estaba disponible, con ventanillas de esquina y una luna posterior plana. Con mucho, el cambio más significativo, sin embargo, fue a la suspensión trasera, rediseñada para eliminar las tendencias desafortunadas del diseño original de oscilación del eje. En el Triumph GT6 y en el Triumph Vitesse ya habían sido modificadas, y el resultado de todos estos coches era una conducción segura y progresiva, incluso conduciendo al límite.
El Mark IV salió a la venta en el Reino Unido a finales de 1970 con un precio base de 735 libras.

## Spitfire 1500 (1974-1980)
En 1973 en los Estados Unidos y Canadá, y 1975 en el resto del mundo, se utilizó el motor de 1500 cc para producir el Spitfire 1500. Aunque en esta versión final el motor era bastante más áspero y más propenso a fallos que en las unidades anteriores, el par se incrementó en gran medida por el aumento de la carrera del cilindro a 87,5 mm (3,44 pulgadas), lo que le hizo mucho más manejable en el tráfico. La razón de los problemas de fiabilidad del motor eran los tres cojinetes principales del cigüeñal.

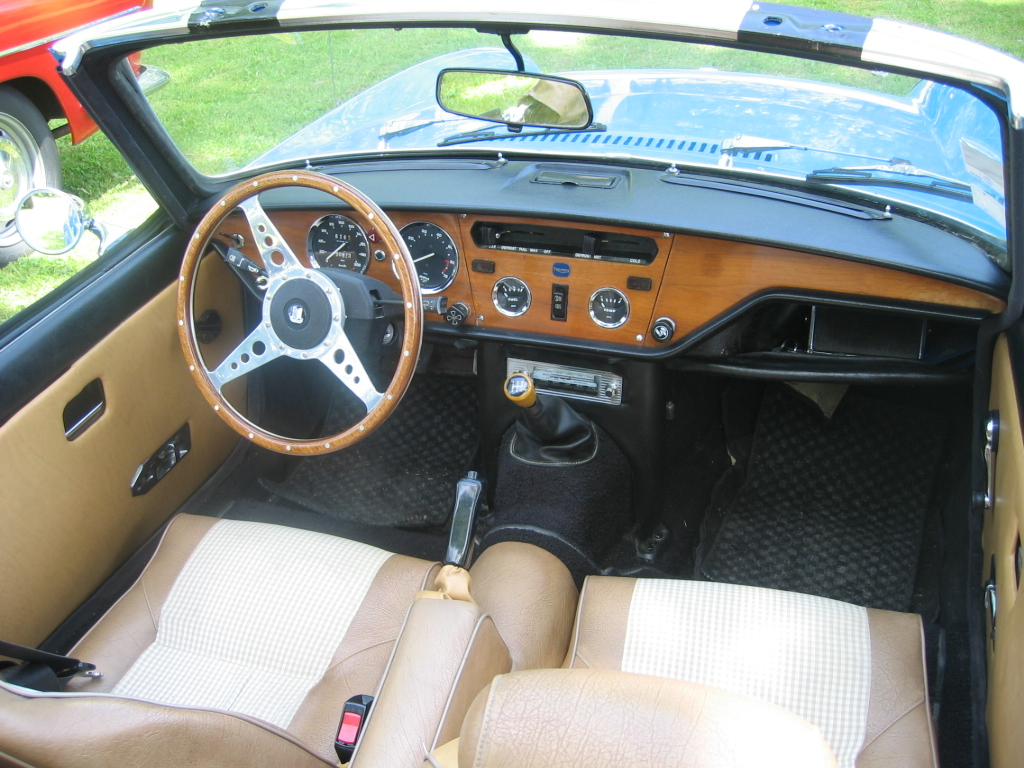
interior del Triumph Spitfire 1500

Mientras que el resto del mundo veía el 1500 con la relación de compresión de 8,0:1, el modelo del mercado estadounidense fue equipado con un solo carburador Zenith-Stromberg y una relación de compresión reducida a 7,5:1 para permitir usar combustible sin plomo de octanaje inferior, además de añadir un sistema convertidor y recirculación de gases de escape catalítico, con lo que el motor solo suministraría 53 CV (40 kW) con una aceleración de 0 a 97km/h en 14,3 segundos. La notable excepción fue el modelo del año 1976, donde la relación de compresión se aumentó a 9,1:1. Sin embargo esta mejora fue de corta duración, la relación se redujo nuevamente a 7,5:1 para los años restantes de producción.
En el Reino Unido se adoptó una relación de compresión de 9:1, con electrónica de control de emisiones menos restrictiva, y los carburadores SU HS2 se reemplazaron por modelos más grandes HS4 de 1,5 pulgadas, llegando a ser la variante más potente hasta entonces. El 1500 Spitfire pasó a rendir 71 CV (53 kW) a 5500 rpm, y 111 N·m (82 libras pie) de par motor a 3000 rpm.  La velocidad máxima era de 160 km/h (100 mph), y pasaba de 0 a 97 km/h (60 mph) en 13,2 segundos. El ahorro de combustible se redujo a 29 mpg.

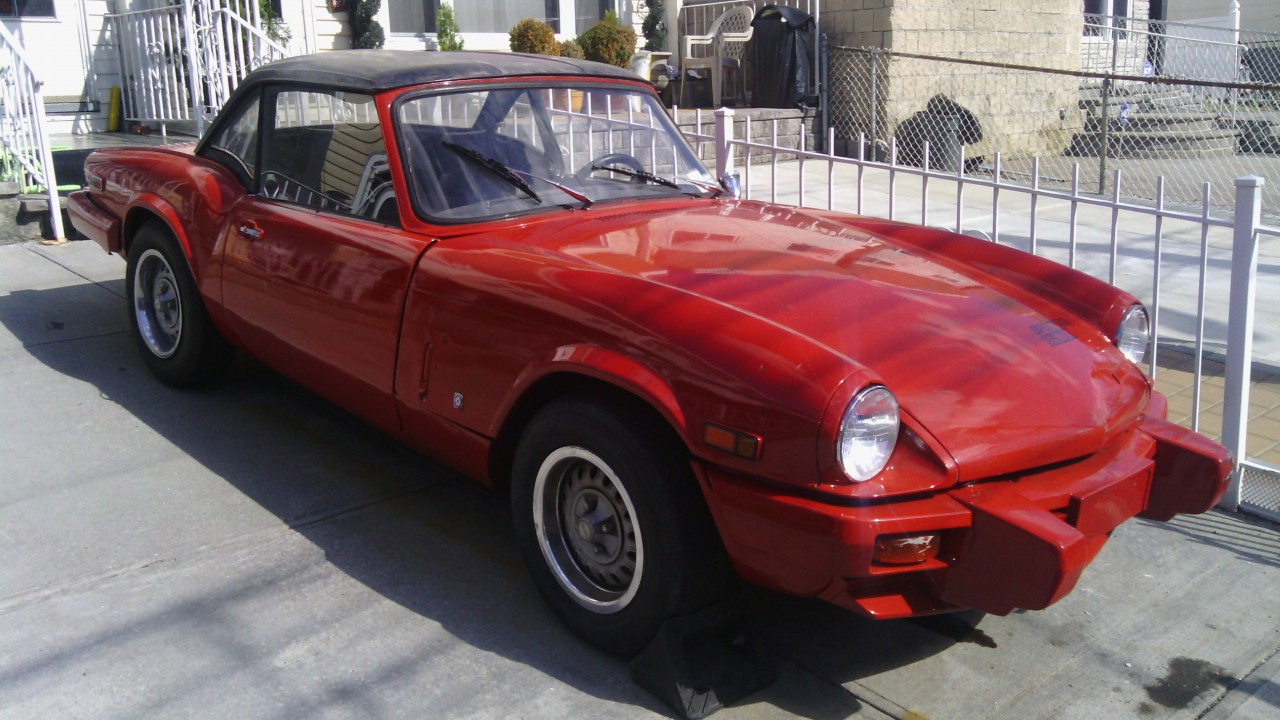
Triumph Spitfire 1500 EE. UU. (1970-80)

El  Spitfire 1500 del mercado estadounidense se identifica fácilmente por grandes over-riders de plástico y faldón en la parte delantera. Los modelos con las especificaciones de Estados Unidos hasta 1978 todavía tenían defensas cromadas, en cambio en los modelos de 1979 y 1980 se sustituyeron por topes de goma negra. Mejoras de detalle se siguieron realizando durante toda la vida del Mark IV, como asientos reclinables con paneles a cuadros de nailon cepillado en el centro y reposacabezas, introducidos para los coches del mercado británico a principios de 1977, y la sustitución de los viejos mandos e interruptores del tablero de instrumentos, como los mandos de los limpiaparabrisas y luces integrados en la columna de dirección. También se añadieron en los años finales del modelo detalles de madera y luces de emergencia. Opciones como el techo duro, cubierta de lona, luz de cortesía y overdrive siguieron siendo populares, pero las llantas de radios dejaron de estar disponibles.
El modelo de 1980 fue el último y el más pesado de toda su historia, con un peso de 1875 libras (850,5 kg). Los precios base para el modelo del año 1980 fueron 5995 dólares en los EE. UU. y 3631 libras en el Reino Unido. El último Spitfire, un modelo del Reino Unido, amarillo «Inca» con techo duro y overdrive, salió de la línea de montaje en Canley en agosto de 1980, poco antes de que la fábrica cerrase. Nunca se vendió y ahora se exhibe en el Museo británico Heritage Motor en Gaydon.

## Otras lecturas
- Peter G. Strasman and J.H. Haynes. (1987). Triumph Spitfire owner's workshop manual. Haynes. ISBN 1-85010-022-5.
- Porter, Lindsay; Williams, Peter (1988). Triumph Spitfire, GT6, Herald Vitesse: Guide to Purchase and D.I.Y. Restoration. G T Foulis. ISBN 0-85429-583-6.
- British Leyland (1992). Competition Preparation Manual (reprint edición). Brooklands Books. ISBN 1-870642-60-0.